# Старый Кутугун
Старый Кутугун — деревня в Черемховском районе Иркутской области России. Входит в состав Черемховского муниципального образования. Находится примерно в 14 км к северо-востоку от районного центра.

## Население
| 2002 | 2010 | 2011 | 2012 |
| ---- | ---- | ---- | ---- |
| 160  | ↘122 | →122 | →122 |